# Aurel Racovitză
Ioan Aurelian (Aurel) Racovitză (n. 29 mai 1890, Botoșani – d. 24 iunie 1957, București), descendentul unei vechi familii boierești și domnești, a fost un diplomat și general român, comandant al brigăzii nr. 6 de cavalerie.

## Origini
Racoviță a fost o mare familie de boieri originară din Moldova, ai cărei membri dintr-o ramură au fost domni în Țara Românească iar din alta au deținut importante dregătorii, mai ales în Moldova. Înainte de secolul XVI, se numea „Cehan”.
Primele informații genealogice, pe linia Racovitză (Racoviță), apar la sfârșitul secolului al XVI-lea, odată cu menționarea lui Cehan Vătaful, mare proprietar de pământuri din zona Prutului. Pe la 1662, Marele Logofăt Cehan și-a luat numele de Racovitză.
Îl întâlnim apoi pe Mihai Vodă Racovitză, cu domnie dublă, între 1704 și 1727 în Moldova, și între 1741 și 1744, în Țara Românească, domn pământean, nu venit din Imperiul Otoman. Constantin Voievod Racovitză, în 1763, și Ștefan Voievod Racovitză, în 1764, fiii lui Mihai Vodă Racovitză din căsătoria cu Elisabeta Cantemir, au fost principii Țării Române. Mihalache Racovitză (Mare Dragoman 1773), fratele lui Ștefan Voievod, a fost strămoșul lui Aurel.

## Biografie

### Anii dezvoltării

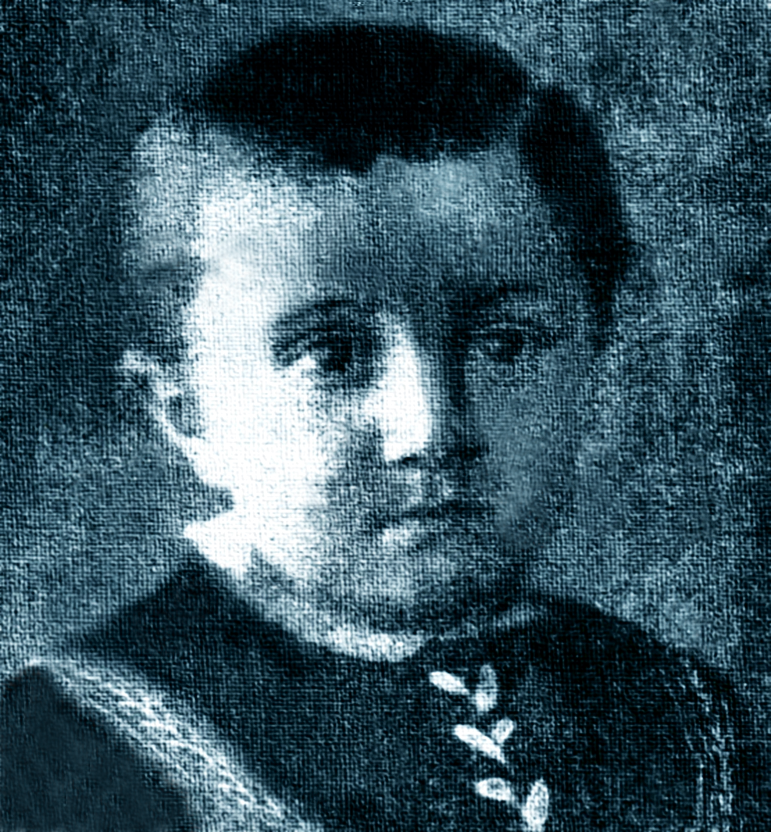
Aurel Racovitză la 23 noiembrie 1892

Aurel a fost cel de-al doilea fiu al soților Ion și Adela (născută Iurasco). Băiatul a dus o copilărie grea, rămânând devreme orfan de mamă, iar anii de școală frecventându-i departe de casă. El urma primele clase primare la "Școala de Băieți Nr. 1" din Târgu Ocna, județul Bacău (1897-1901), iar clasele de gimnaziu întâi la "Liceul Principele Ferdinand" din Bacău (1901-1905), apoi la Liceul Militar din Iași (1905-1908). Ca urmare a vizitat pentru doi ani Școala militară de Cavalerie, pe atunci la Târgoviște. După absolvirea școlii a fost repartizat la 1 iulie 1910 ca sublocotenent la Regimentul de Cavalerie 7 Roșiori "Cuza Vodă", unde primise calificarea pentru "Școala specială de Cavalerie", absolvind-o primul din 28 de cursanți pe 21 iunie 1913. 
Revenit la regimentul său, a participat la campania din Bulgaria în vara anului 1913. Aurel s-a remarcat în această perioadă prin cercetarea întreprinsă la nord de Sofia in defileul Petrihon, raportând valoroase informații din teren. Din cauza asta a fost avansat la excepțional la gradul de locotenent și comandant de pluton in cadrul Regimentului 7 Roșiori. Ulterior a lucrat ca ofițer adjutant de regiment și la "Biroul Mobilizări". Din 1 aprilie 1915 a fost mutat la Regimentul 8 Călărași, staționat la Roman, fiind acolo ofițer adjutant al regimentului și șef-adjunct la "Secția de Mobilizare". Pentru serviciul său distins, generalul Brigăzii IV Călarăși, David Praporgescu, l-a propus a fi admis la concursul pentru intrare la "Școala Superioară de Război", dar Racovitză trebuia sa aștepte sfârșitul Primului Război Mondial, pentru a se putea prezenta la admitere la aceasta școală.

### În Primul Război Mondial

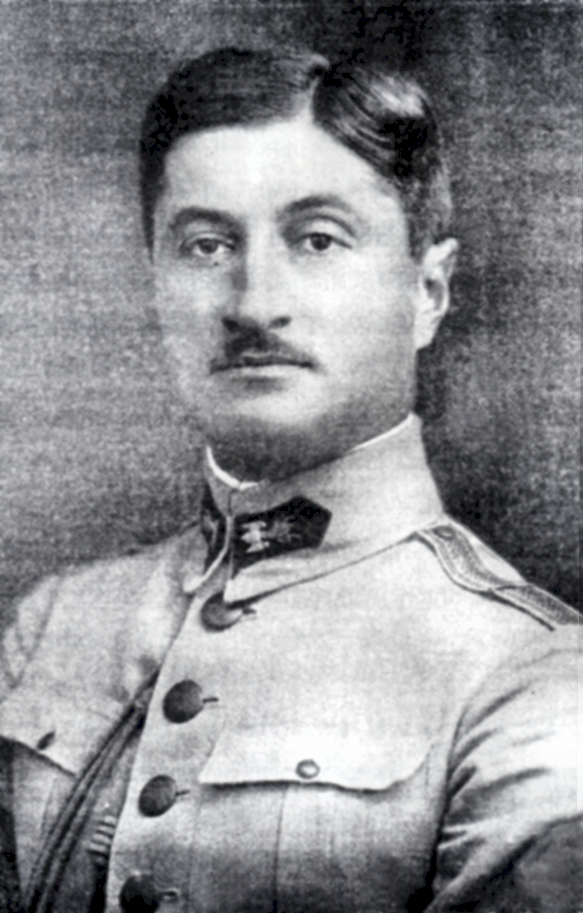
Aurel Racovitză ca maior

La începutul războiului pentru România la 27 august 1916 ofițerul se afla in serviciu la Regimentul de Escortă Regală din București (1. iulie 1916) și intra in campanie ca ofițer detașat la Biroul de Operații din comandamentul Diviziei 18 Infanterie la Călugăreni. În tot acest timpul urmea și Școala Superioară de Război, ce conta in pregătirea sa ca ofițer de stat major. La data de 1 noiembrie 1916 a fost înaintat la gradul de căpitan și repartizat la Comandamentul Diviziei a 7-a Infanterie in zona Bacău. În următorul timp Racovitză s-a remarcat prin culegerea de informații pe front și in misiuni de recunoaștere. A fost numit maior pe 1 septembrie 1917, și de la 8 ianuarie 1918 ofițer de stat major la Comandamentul Armatei a II-a la Biroul de Operațiuni, apoi șef al Biroului de Informații și Operații la comandamentul Diviziei 15 Infanterie (iunie-octombrie 1918).

### În timpul interbelic

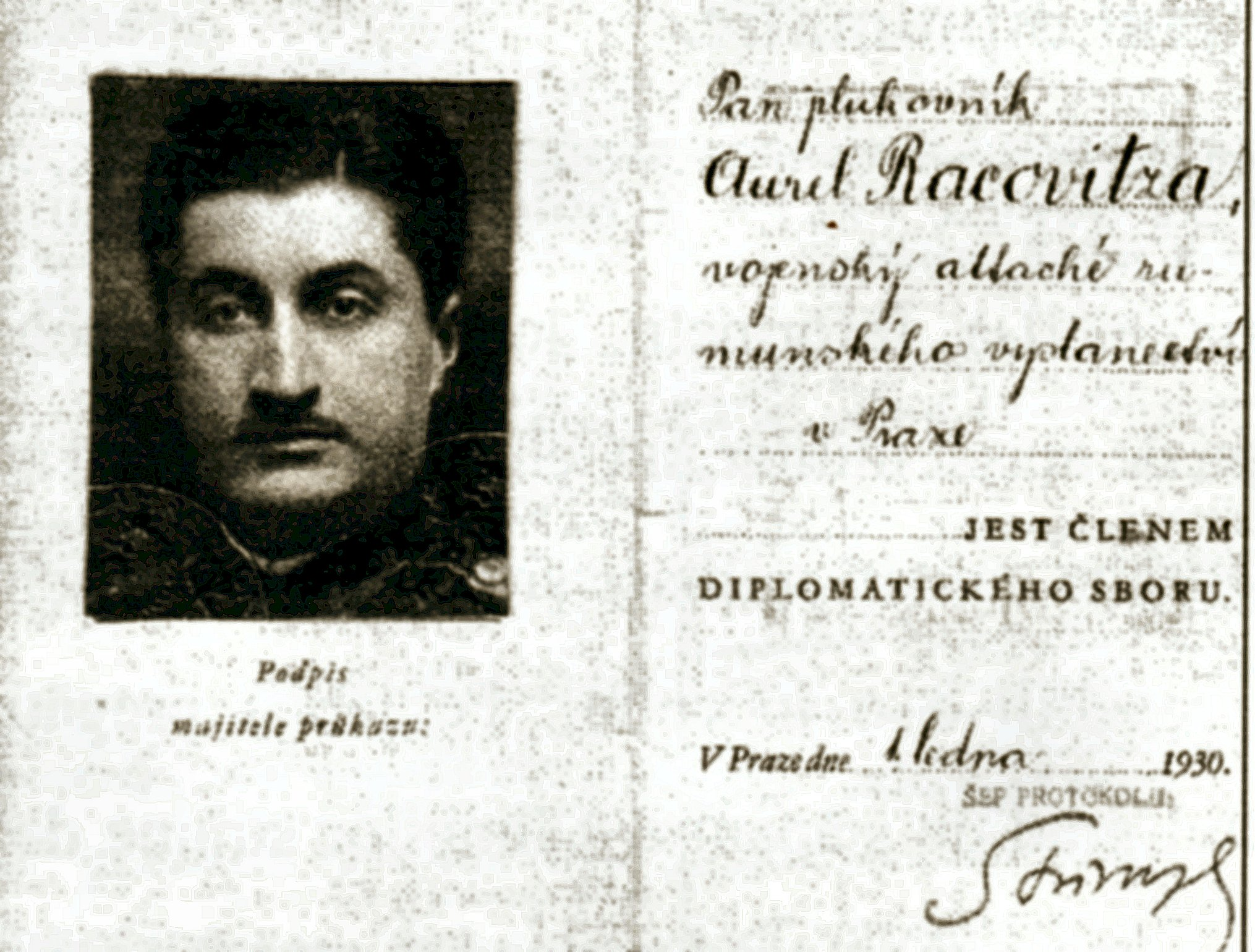
Legitimația atașatului Aurel Racovitză

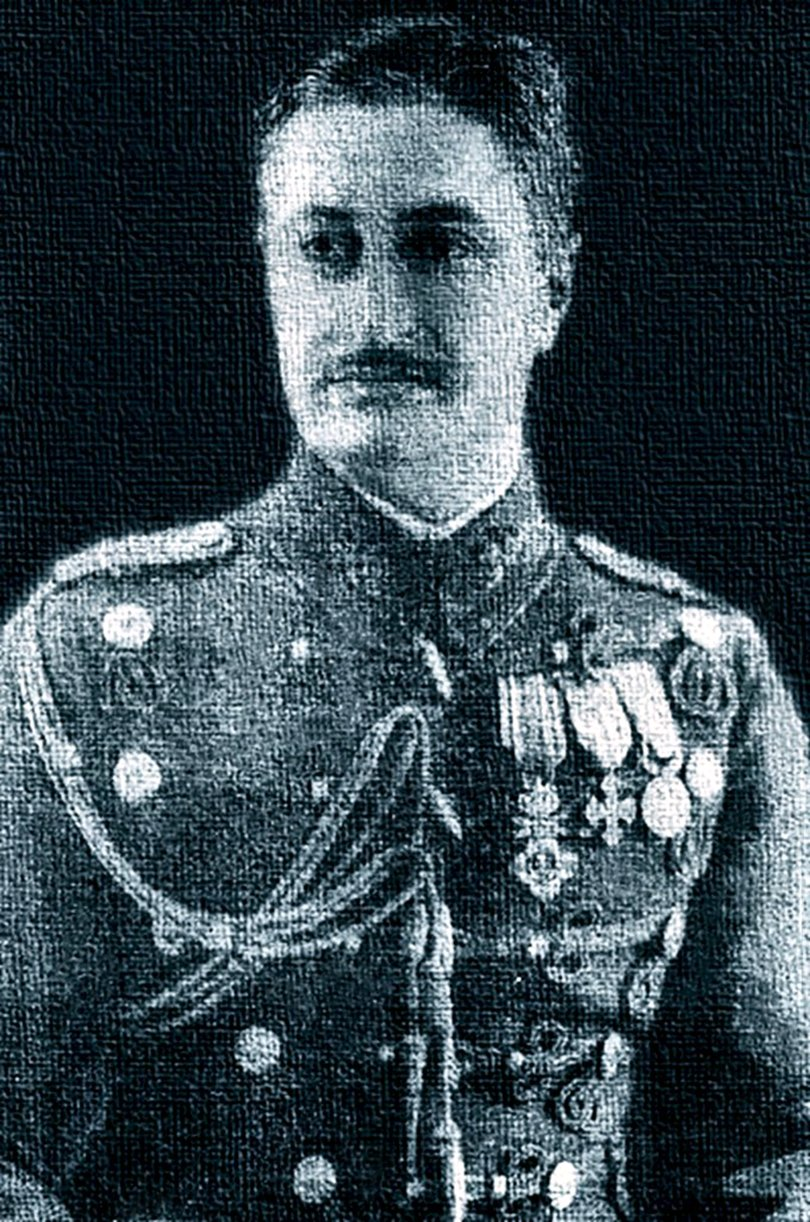
Aurel Racovitză ca locotenent-colonel și diplomat, 1928

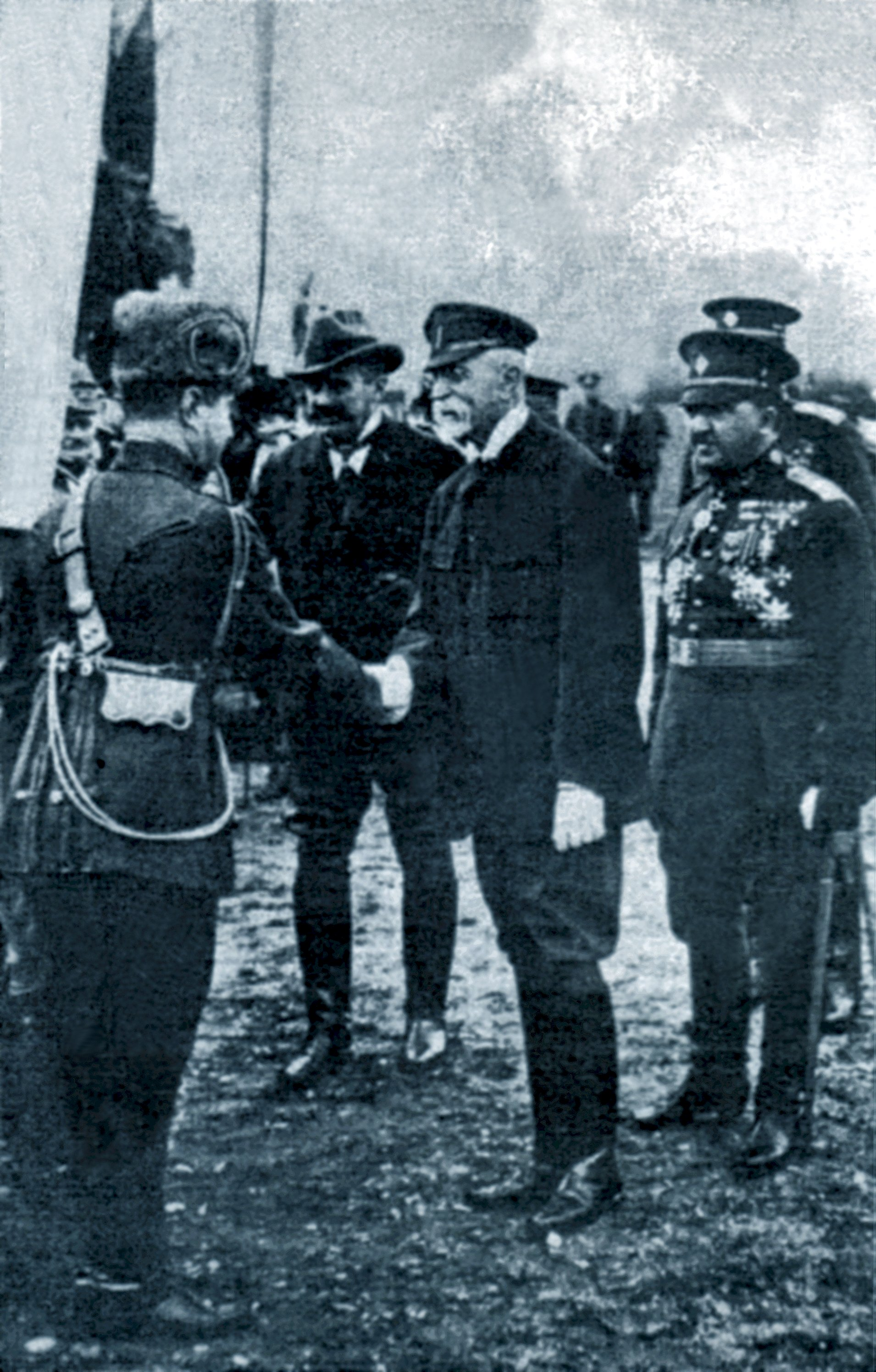
Aurel Racovitză și președintele Masaryk 1928

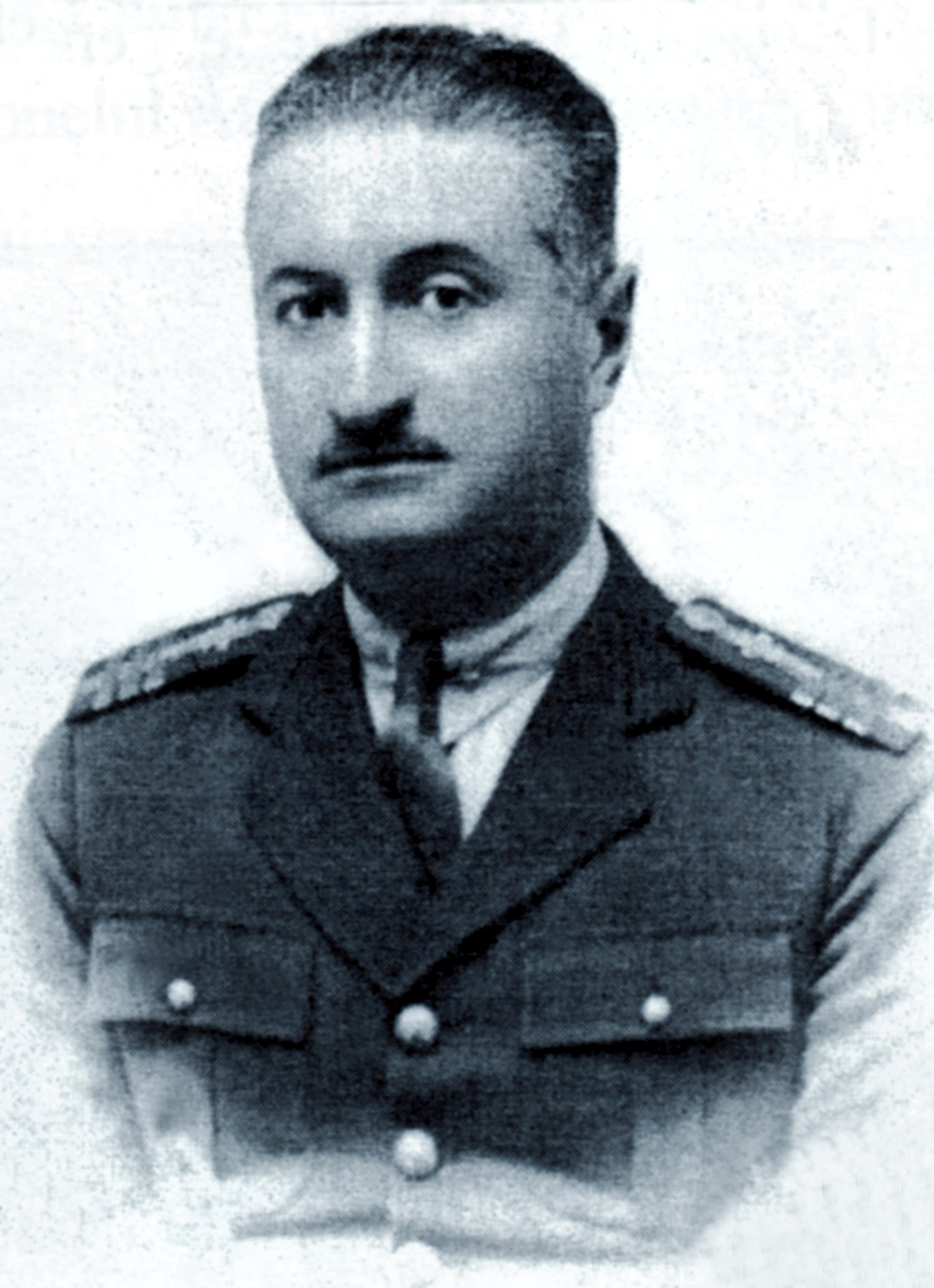
Colonelul Aurel Racovitză ca comandant al Școlii Militare, 1934

Având caracterizări elogioase din timpul războiului, Racovitză era îndreptățit să frecventeze Școala Superioară de Război, unde a fost admis (octombrie 1919) direct in anul II, absolvind cu promoția de ofițeri 1920.
După absolvirea acestei școli, ofițerul a servit la diferite posturi, între altele ca ofițer de stat major la Marele Stat Major, apoi, pentru a-și îndeplini stagiul de comanda la trupa, la Regimentul 11 Roșiori în Cernăuți, din 1923 șef al Biroului 1 și subșef de Stat Major. La 10 august 1927 a fost avansat prin decret regal la gradul de locotenent-colonel de cavalerie și transferat la Marele Stat Major, Secția II-a, informații.
Din dispozițiile Marelui Stat Major, Aurel Racovitză a îndeplinit in perioada 31 august 1927 – 1 noiembrie 1930, ca bun observator politic și militar, funcția de atașat militar în Cehoslovacia, fiind acreditat și in Austria. Informațiile pe care locotenent-colonelul le trimise în țară au fost apreciate la justa lor valoare. În calitatea sa de atașat militar s-a preocupat de realizarea unei bune cooperări militare dintre România si Cehoslovacia; trimiterea de informații privind noile dotări cu armament și tehnica de luptă a armatei ungare. Și în baza acestor informații Marele Stat Major român a desprins ideea unui posibil conflict cu Ungaria și a propus constituirea unei forte comune de apărare, compusă din 20 divizii cehoslovace, 12 divizii iugoslave și 8 divizii române (România având 15 mari unități pregătite sa riposteze eventual împotriva Bulgariei. De abia prin bunele raporturi între România și Cehoslovacia a fost posibila asocierea, în Mica Antanta (Mica Înțelegere) împreună cu Iugoslavia. La aniversarea a zece ani de la Armistițiu și crearea statului cehoslovac, președintele Tomáš Garrigue Masaryk la întâmpinat pe atașatul militar român Racovitză cu o strângere de mână la 11 noiembrie 1928.
A fost repartizat la Inspectoratul General al Cavalerie în funcția de subșef de Stat Major și s-a implicat în acest timp in rezolvarea unor probleme specifice, ca de exemplu conceperea și redactarea unui nou regulament al trupei, în concordanță cu noile legi militare.
Aflându-se din 1 octombrie 1932 ca comandant adjunct la unitatea de elită al Regimentul de Gardă 4 Roșiori, „Regina Maria”, a fost mutat doi ani mai târziu, pe 1 octombrie, la comanda Școlii de Ofițeri de Cavalerie Târgoviște, care a condus-o pâine la 30 iunie 1936. În acest timp a fost avansat colonel la 1 ianuarie 1935.
La 1 iulie 1936 colonelul a fost numit comandant al Regimentului de Garda 4 Roșiori, „Regina Maria”, unde s-a remarcat cu ocazia Manevrelor Regale în anii 1937 și 1938. Pe lângă comandatura a urmat cursurile Școlii Ofițerilor de Garnizoană, dovedind acolo cunoștințele necesare în comanda diverselor situații tactice.
În perioada 1 noiembrie 1938 – 1 iulie 1939 Racovitză îndeplinește funcția de șef al Statului Major la Inspectoratul special al Cavalerie și a absolvit cursul de comandament, obligatoriu pentru aspiratorii la gradul de general. La 25 octombrie, când comanda Brigada 6 Cavalerie (1 iulie 1939), a fost numit general de brigadă.

### În al Doilea Război Mondial

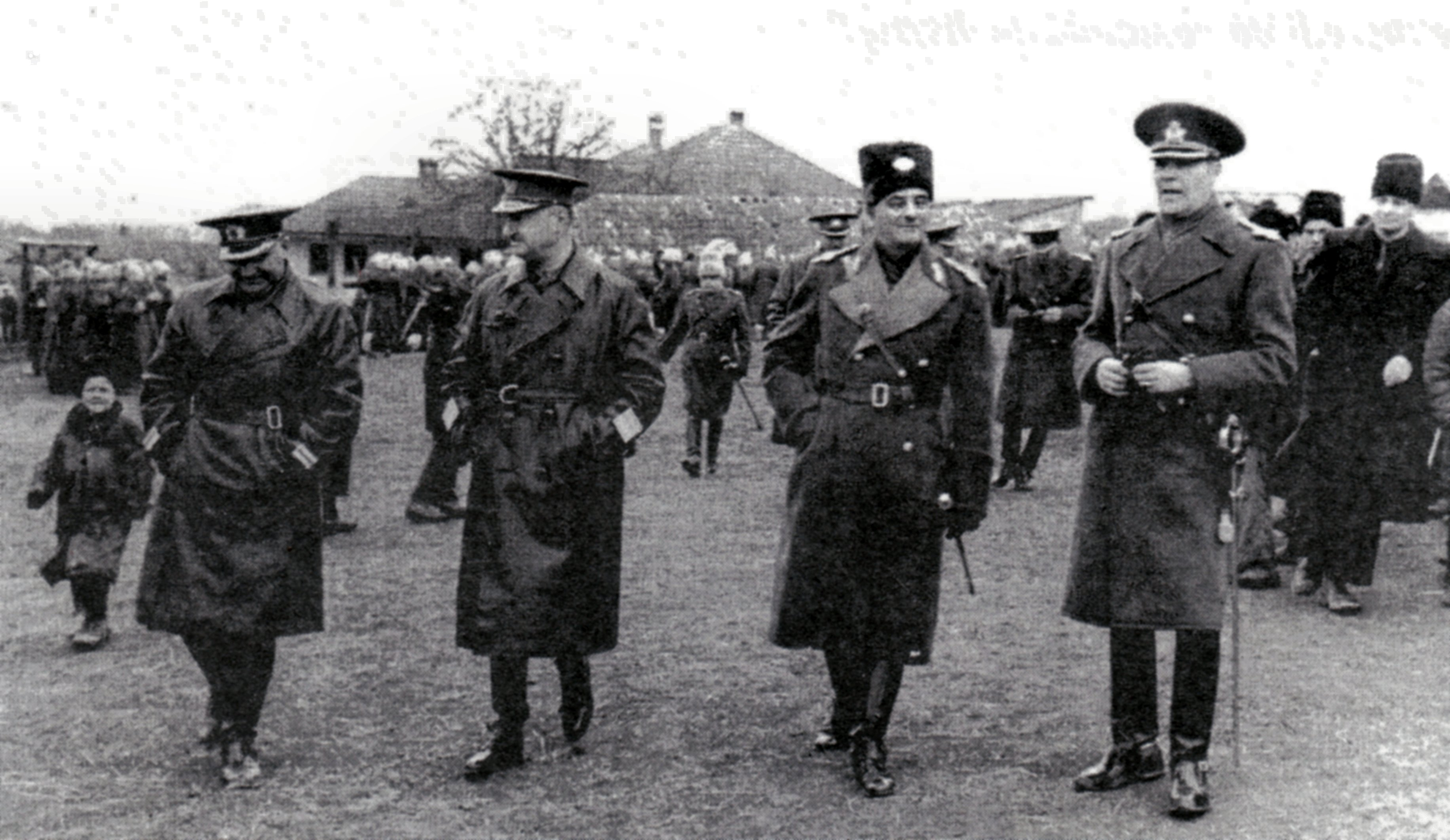
Aurel Racovitză ca General, al 2-lea, st., la inspecția trupelor, Chișinău 1939

Timpul între septembrie 1939 și iunie 1940 a fost marcat pentru Brigada sa (formată în principal din Regimentul 4 Roșiori, „Regina Maria” și Regimentul 9 Roșiori, „Regina Elena”), dislocata la Chișinău, de o intensă activitate de instruire și pregătire pentru război. Generalul Constantin Pantazi nota despre el: „Adevărat general sub toate raporturile.”
În cadrul regrupării unităților a condus după acea Regimentul 9 Roșiori, Regimentul 35 de Infanterie, Divizioanele 3 si 4 de Cavalerie pe jos și un Divizion de artilerie călăreață la Cetatea Albă.
Din cauza ultimatelor sovietice de la 26 si 28 iunie 1940, Armata Romana trebuia sa se retragă din Basarabia și Nordul Bucovinei. Racovitză a pregătit și condus retragerea trupelor sale la vest de Prut. Generalul Nicolae Ciupercă nota: „Mă asociez in totul in aprecierile elogioase care i se fac generalului Racovitză. A comandat in condiții foarte bune Brigada 6 de Cavalerie și cred ca va comanda in același bune condiții o divizie de cavalerie.”
Între 1 septembrie 1940 si 10 ianuarie 1941 generalul a asigurat comanda Diviziei 3 Cavalerie. Apoi unitățile de cavalerie au fost reorganizate, diviziile de cavalerie fiind desființate. Brigada sa 6 Cavalerie mixtă a avut în compunere: Regimentul 9 Roșiori, Regimentul 10 Roșiori Purtat, Regimentul 5 Călărași, Regimentul 4 Artilerie Călăreață și unitatea 43 auxiliară. A început campania din vara anului 1941 la comanda acestor trupe.
Brigadierul a fost alăturat Corpului XI Armată German, aflat sub comanda generalului de infanterie Joachim von Kortzfleisch. Intrând în luptă a ocupat un cap de pod la Călinești (Bălți). Pe 4 iulie brigada sa a ajuns pe linia Edineț (Edinița) – Blescenăuți (Hotin), iar la 7 iulie a ocupat zonele aflate la vest de Moghilev, pe malul Nistrului, pe linia Ocnița – Secureni – Clocușna – Corestăuți (Hotin). Au urmat lupte grele pentru respingerea în zonele Leodora și Pădurea Vili (17-20 iulie), apoi la fel de crâncene la Alexandrovca și Odaia (22-23 iulie), după care Brigada 6 Cavalerie a urmărit inamicul în retragere. În plina desfășurare a acțiunilor militare, pe data de 24 iulie, a fost demis de la comanda Brigăzii sale fiind pus la dispoziția Ministerului Apărării Naționale. Justificarea generalului Ioan Mihail Racoviță, unui văr îndepărtat, a fost „…Pentru lipsa de prevedere, pentru lipsa de inițiativă și energie in operațiuni…”. Brigadierul a fost de părere divergenta cu Generalul superior privind forțarea trecerii Prutului în orice condiții, pentru a nu-și masacra soldații, de asemenea n-a vrut să se implice in uciderea de persoane civile, pentru că a vrut sa rămână soldat onorabil. La 26 august 1941 brigadierul a fost informat personal de generalul Ion Boițeanu în care i se solicita in decurs de 24 de ore demisia. În acest fel și Racovitză împărtășește destinul unor alt zeci de generali și ofițeri superiori, acest subiect rămânând in continuare a fi cercetat și documentat de către istorici. A fost trecut în rezervă pe 31 august 1941, pe bază de demisie. Racovitză s-a retras la 1 septembrie 1941 cu conștiința curată.

## Epilog

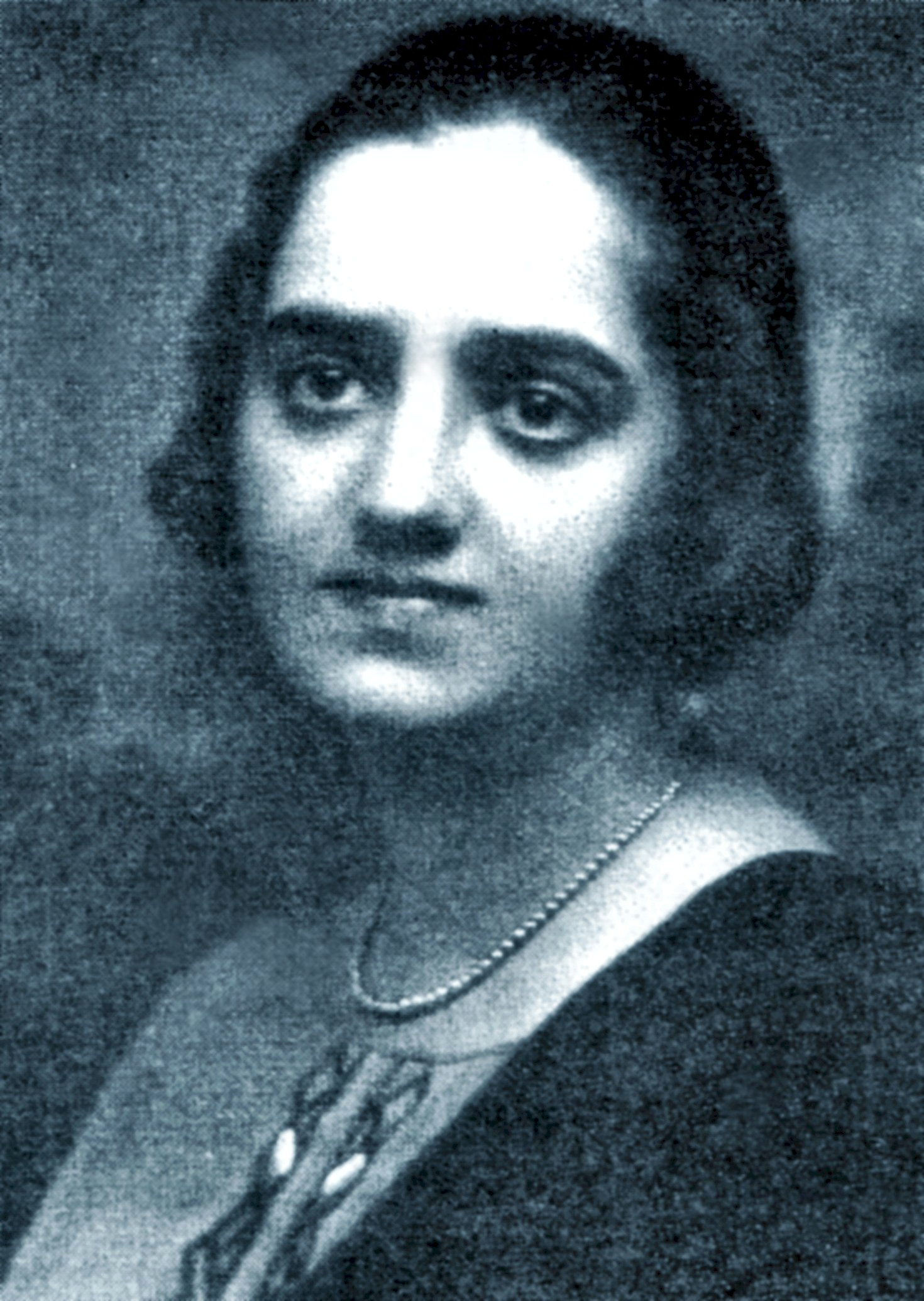
Soția Florica de Flondor după 1930

Atitudinea sa și providența l-au scutit de traiul camarazilor săi, anchetați după război, adesea torturați, condamnați la mulți ani de pușcărie sau la moarte.
A locuit la Bucuresti în mod modest împreună cu familie sa, cea de a doua soție Florica, născută Flondor (1897-1983) și cei doi copii Maria Georgeta (n. 1926) din prima sa căsătorie cu Elena Ionescu și Constantin (1936-1999) din a doua legătură. Bolnav de cancer, s-a stins din viață în patul Spitalului CFR 2 la vârsta de numai 67 de ani. Astăzi nepotul lui Aurel, Alexandru-Christian (n. 1969), trăiește împreună cu soția sa Carmen și fiul lor tot la București.

## Decorații
- Ordinul „Coroana României” în gradul de Comandor cu însemne militare (9 mai 1941)[15]

## Legături externe
- Materiale media legate de Aurel Racovitză la Wikimedia Commons